# Quebrantadero
Quebrantadero är en ort i Mexiko.   Den ligger i kommunen Axochiapan och delstaten Morelos, i den sydöstra delen av landet, 110 km söder om huvudstaden Mexico City. Quebrantadero ligger 1 067 meter över havet och antalet invånare är 2 273.
Terrängen runt Quebrantadero är platt åt nordost, men åt sydväst är den kuperad. Terrängen runt Quebrantadero sluttar österut. Runt Quebrantadero är det ganska glesbefolkat, med 30 invånare per kvadratkilometer. Närmaste större samhälle är Axochiapan, 4,6 km sydost om Quebrantadero. I omgivningarna runt Quebrantadero växer huvudsakligen savannskog.